# 関東実業団少林寺拳法連盟
関東実業団少林寺拳法連盟（かんとうじつぎょうだんしょうりんじけんぽうれんめい）は、関東近県の実業団（民間企業・官公庁）少林寺拳法部から構成されている連盟。
1970年の全日本実業団少林寺拳法連盟発足と同時に発足。
支部相互の情報共有、運営協力の他、大会や合同練習会などを開催している。

## 主な活動内容
1. 総会5月
2. 幹部技術研修会　6月
3. 合同合宿　9月
4. 関東実業団大会　10月
5. 技術研修会　12月
6. 新春懇親会　1月
7. 臨時総会　2月
8. ジョギング大会　3月

## 関連する連盟
- 東海実業団少林寺拳法連盟、関西実業団少林寺拳法連盟、その他全国に存在する実業団少林寺拳法支部と全日本実業団少林寺拳法連盟を構成している。
- 全日本実業団少林寺拳法連盟は、財団法人少林寺拳法連盟の下部組織となる。